# Ateneum

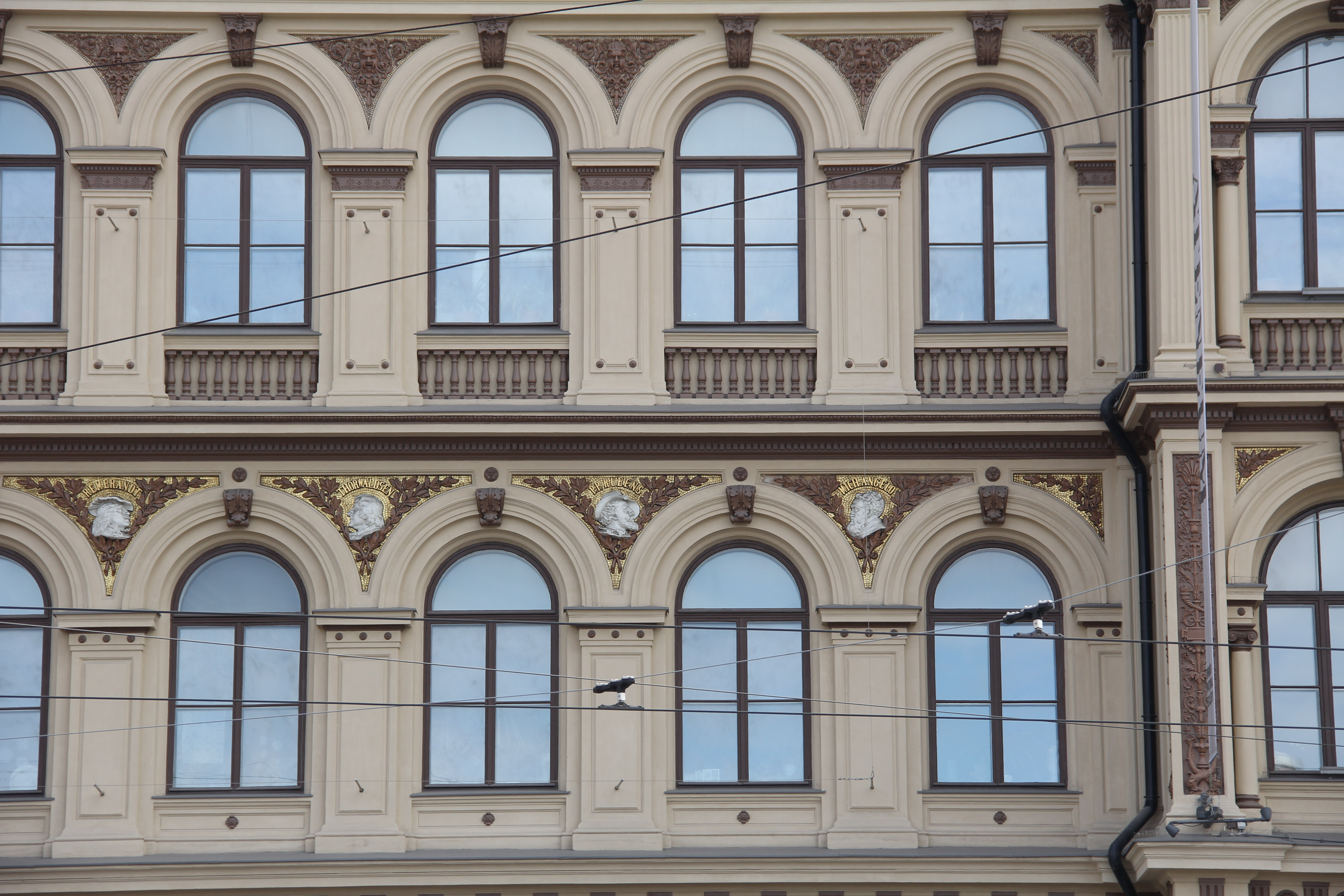
Medaglioni degli aristi sopra le finestre.

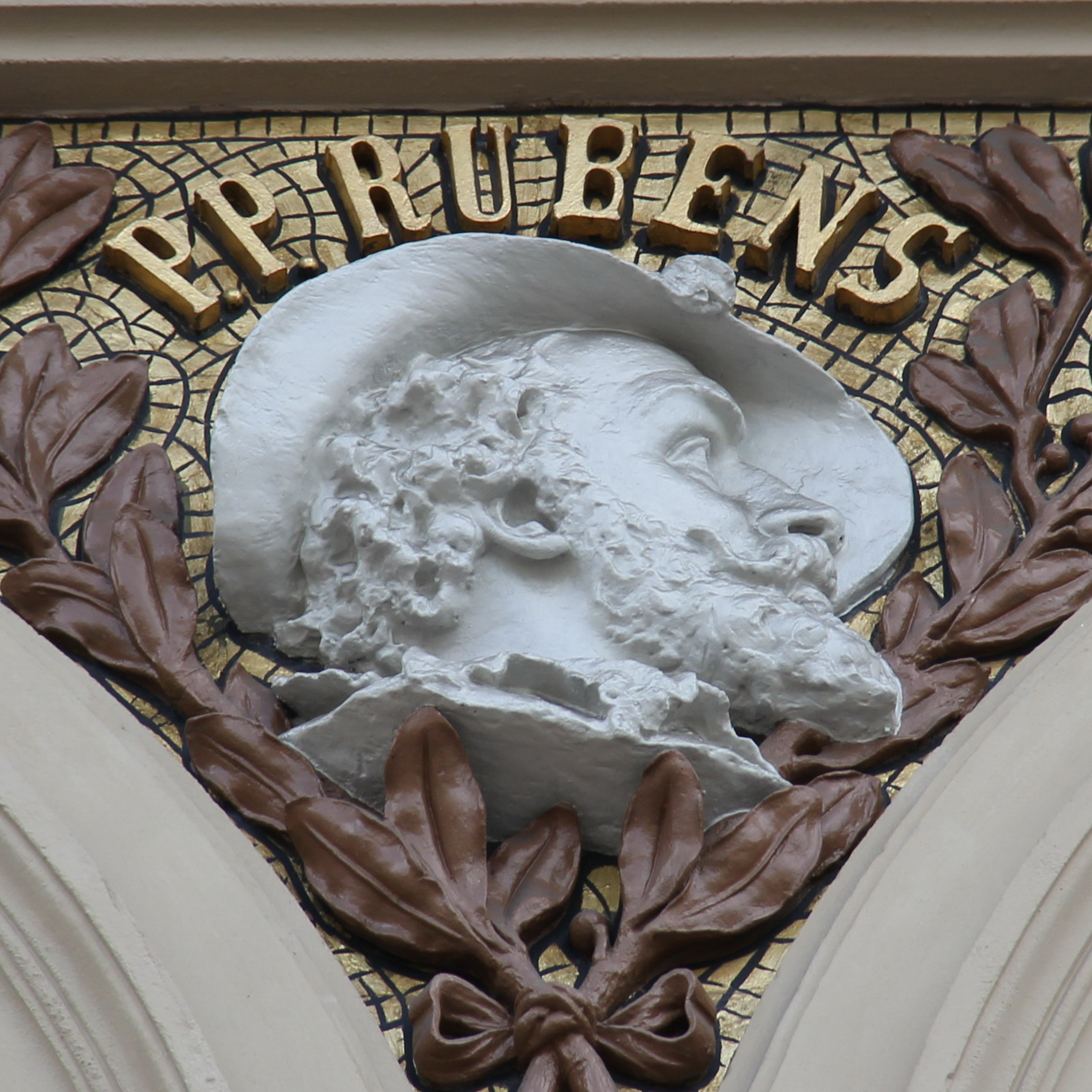
Monumento a Rubens.

Il Museo d'arte Ateneum (in finlandese: Ateneumin taidemuseo) è un museo di arti visive di Helsinki. Assieme al Museo Kiasma e al Museo Sinebrychoff, espone le opere conservate dalla Galleria Nazionale Finlandese. Si trova nel centro della capitale Helsinki, in Piazza Rautatientori di fronte alla stazione ferroviaria centrale. Custodisce la più importante collezione d'arte classica in Finlandia. In precedenza l'edificio Ateneum ospitava anche l'Accademia finlandese di Belle Arti e Università di Arte e Design di Helsinki, successivamente trasferitesi in altre sedi. L'edificio Ateneum è di proprietà del Senato finlandese (in finlandese Senaatti - kiinteistöt).

## Storia

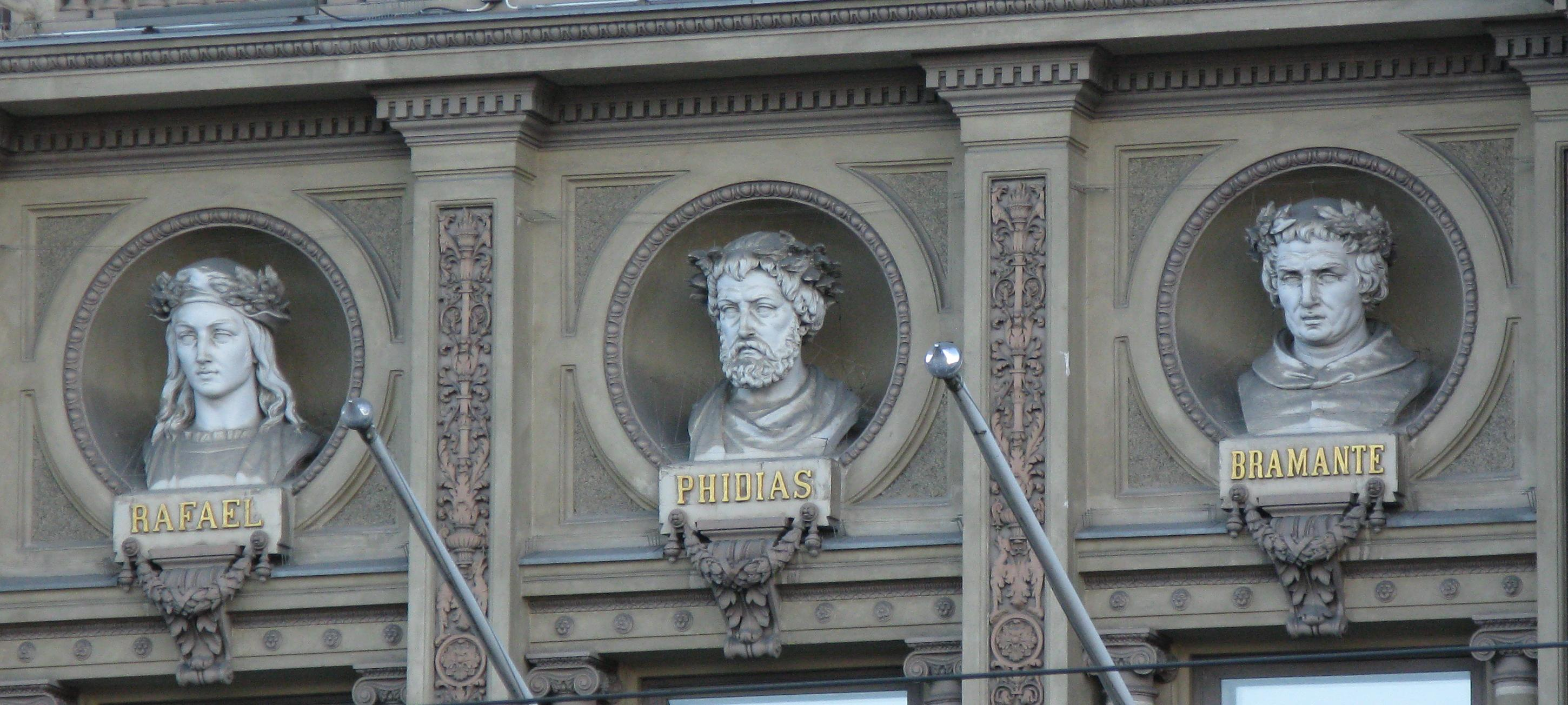
Busti di Raffaello, Fidia e Bramante.

L'edificio Ateneum è stato progettato da Theodor Hoijer e fu completato nel 1887.
La ristrutturazione venne iniziata a cavallo del 1984-1985, quando il Museo d'Arte Ateneum dovette trasferirsi in locali provvisori. L'edificio fu riaperto al pubblico nel maggio 1991 dopo sei anni di lavori di ristrutturazione. Nella primavera del 1998 è stato aperto il Museo di Arte Contemporanea Kiasma dove è stata trasferita parte della collezione artistica.

## Descrizione
La facciata dell'Ateneum è decorata con statue e rilievi che contengono una molteplicità di simboli. Sopra l'ingresso principale, al secondo piano, sono i busti di tre famosi artisti classici: l'architetto Bramante, il pittore Raffaello e lo scultore Fidia. Sopra i busti, al terzo piano, quattro cariatidi sostengono il frontone. Queste simboleggiano le quattro forme d'arte classica: architettura, pittura, scultura e musica. La facciata culmina in un insieme di sculture tra cui la Dea dell'Arte benedice i prodotti delle diverse forme d'arte. Tutte le statue sono dello scultore Carl Sjöstrand. Tra le finestre del secondo piano ci sono diversi rilievi dello scultore Ville Vallgren che rappresentano artisti finlandesi ed internazionali.
Sotto il frontone è scritta una frase latina: Concordia res parvae crescunt, che fa riferimento alla lunga  battaglia dei circoli artistici finlandesi, al fine di stabilire il museo.

## Esposizioni importanti
Tra le mostre più significative esposte al Museo d'Arte Ateneum della storia dei più popolari vi è quella su Picasso, che ha avuto luogo tra il 2009 e il 2010 a cavallo. Nei quattro mesi e mezzo la manifestazione ha attirato circa 315.000 visitatori. Il secondo maggior numero di visitatori, circa 305.000, si ha avuto in occasione della mostra Edelfelt, durata cinque mesi a cavallo tra il 2004 e il 2005.

## Direttori
- Timo Huusko (...-ottobre 2014)
- Susanna Pettersson (ottobre 2014 - attuale)[5]